# Hattfabriksområdet

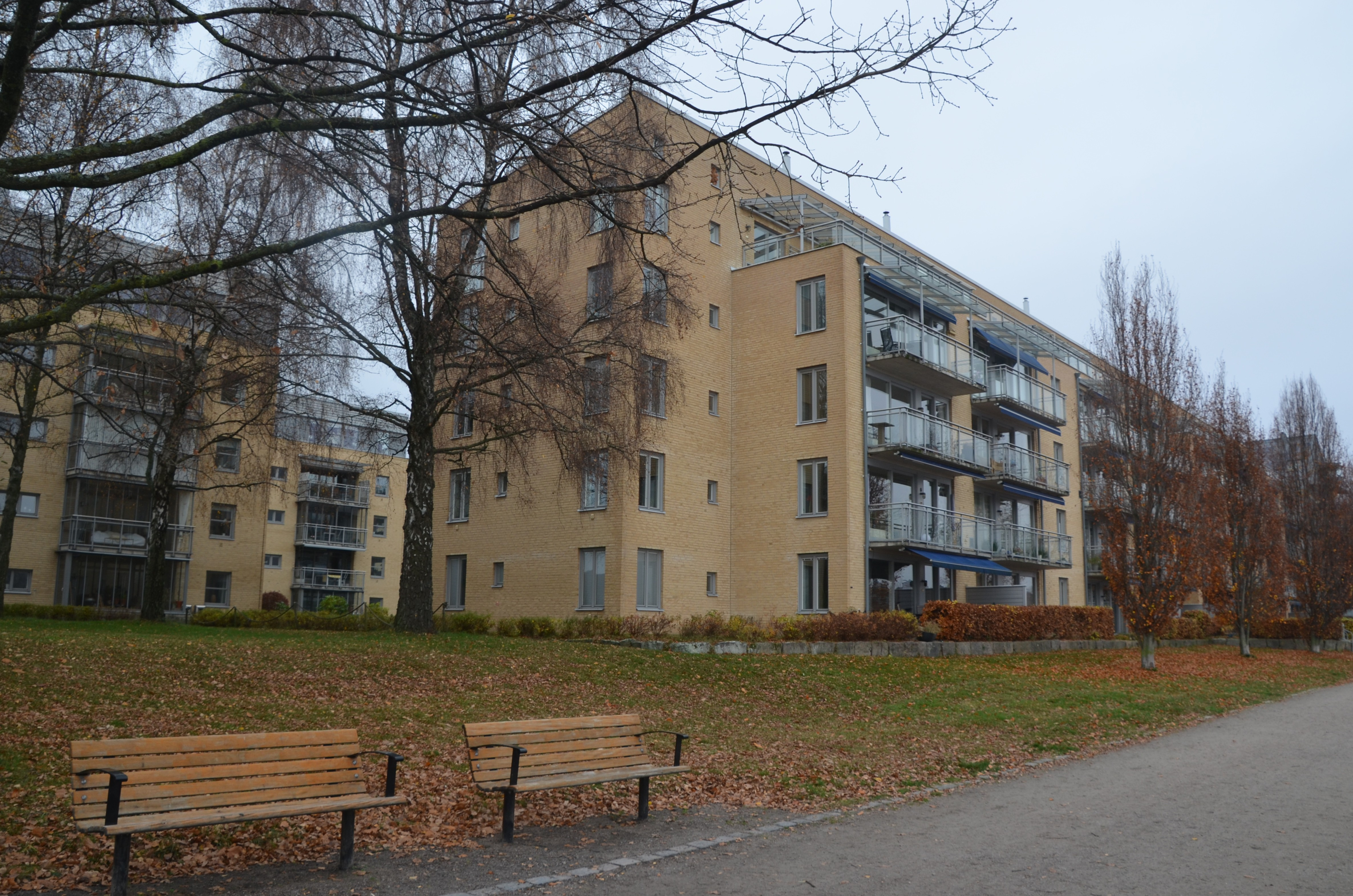
Flerbostadshus på tidigare Hattfabriksområdet, fasad mot Nissan

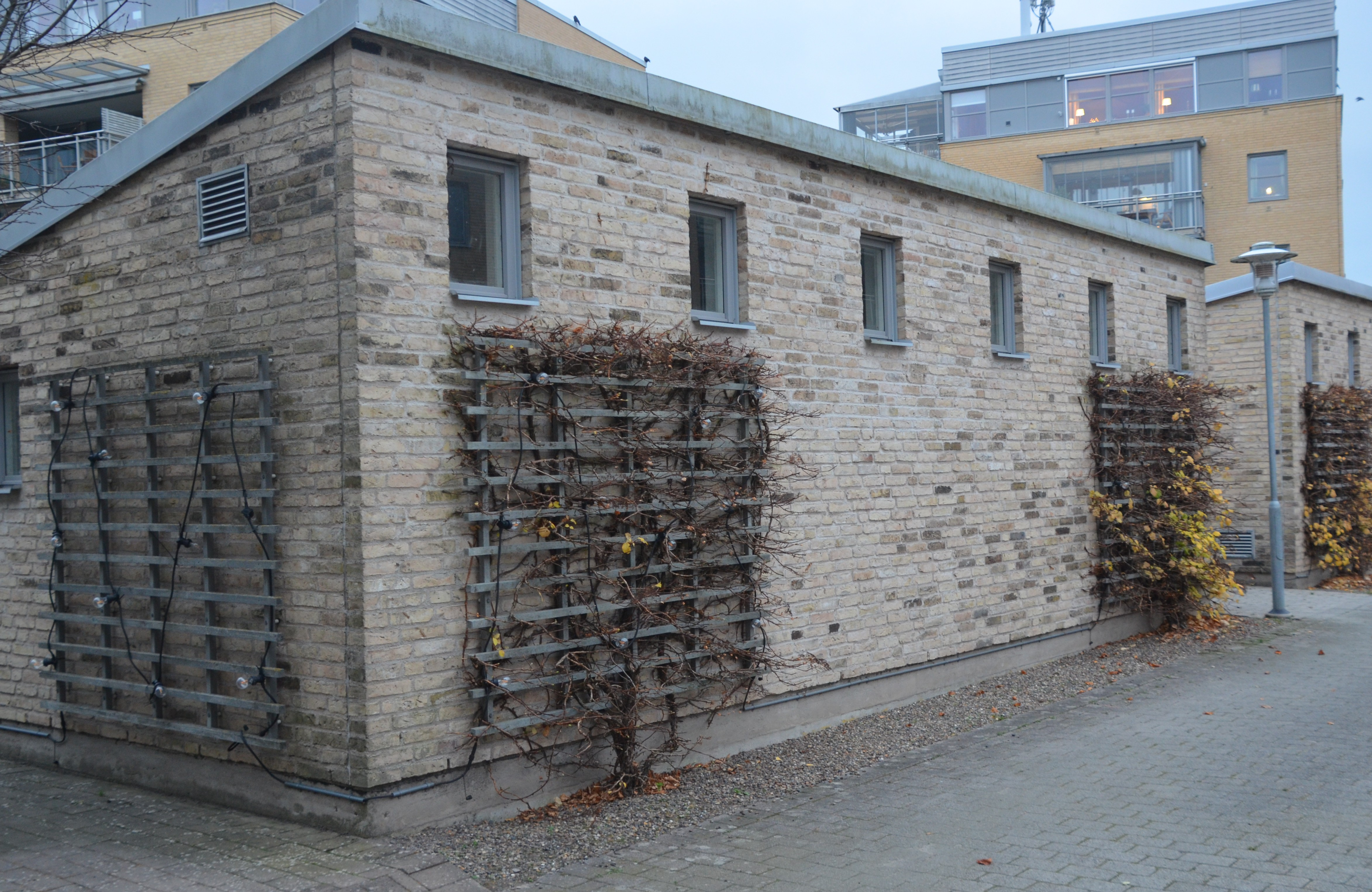
Förrådsbyggnad byggd med återanvänt tegel från Halmstads sockerbruk/Wallbergs Hatt- och Filtfabrik

Hattfabriksområdet i Halmstad är ett tidigare fabriksområde på Söder, som under 1800- och 1900-talen inrymde ett antal olika industriella verksamheter. Det låg mellan Södra Vägen och Dragvägen, något Söder om Gamla lasarettet och Kronobränneriet.
Den första etableringen av Hallands sockerbruk 1869, med en två- och tre våningslänga i gult tegel mot Dragvägen och Nissan. Det grundades av ägaren till gården Heagård Wilhelm Wallberg, men förföljdes av problem och lades ned redan efter fem år. I stället lokaliserades så småningom dit Wallbergs Hatt- och Filtfabrik, som hade etablerats i Oskarsström 1886, några år tidigare. Också hattfabriken blev kortlivad, utan trädde i likvidation 1905. Namnet Hattfabriken kom dock även i fortsättningen bli platsens benämning.
En stor tillverkning blev Malcus Holmquists borrfabrik, som förlades dit 1915. Malcus Holmquist hade också annan tillverkning förlagd till platsen. Där tillverkade Malcus Centerless från 1935 rundslipningsmaskiner. Under åren 1917-1920 tillverkades också motorplogar, vilka aldrig lyckades etablera sig på marknaden.
Malcus Holmquist flyttade tillverkningen från platsen 1949 för att koncentrera sin olika fabrikationer i staden till en ny fabriksanläggning i Larsfridsområdet vid Laholmsvägen.
Ett annat företag som fanns i Hattfabrikens gamla lokaler var Halmstads Kristallglassliperi mellan 1924 och 1973.
På 1990-talet ersattes de tidigare fabriksbyggnaderna med flerbostadshus.

## Biuldgalleri

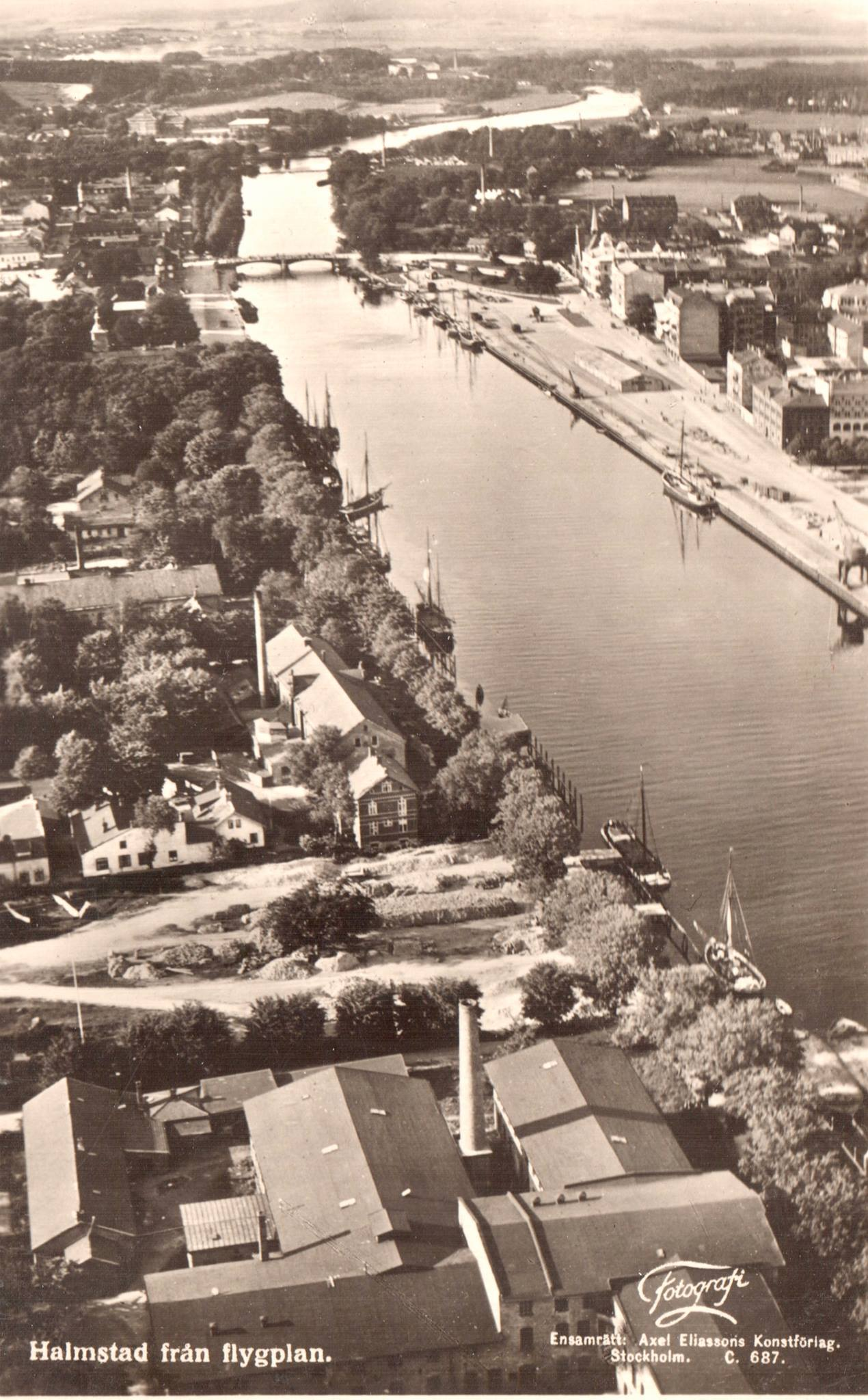
Dragvägen och Nissan från luften, med Hattfabriksområdet i förgrunden, tidigt 1900-tal